# 阿史那社爾
阿史那 社爾（あしな しゃじ、生年不詳 - 655年）は、突厥の首長。唐に帰順して軍人として活躍した。突厥族。

## 人物
突厥の処羅可汗の次男として生まれた。11歳にして、智勇ともに知られ、拓設に任ぜられて、ゴビ砂漠の北に牙旗を建てた。頡利可汗の子の欲谷設とともに鉄勒・ウイグル・僕骨・同羅の諸部を分統した。部衆を治めること10年、苛斂誅求することなく、富貴を求めることなく、「部落が豊かになれば、わたしは満足だ」と言っていた。頡利可汗がしばしば軍事力を行使するのを、社爾は諫めたが、聞き入れられなかった。 
626年、鉄勒・ウイグル・薛延陀などが突厥に叛き、欲谷設を馬猟山で破った。社爾は欲谷設を救援しようとしたが、薛延陀に敗れた。628年、残党を率いて西方に向かい、可汗浮図城に駐屯した。630年、頡利可汗が滅亡し、西突厥の統葉護可汗もまた死ぬと、奚利邲咄陸可汗と泥孰可汗の兄弟が政権を争った。社爾は兵を率いてこれを襲撃し、西突厥の半国を獲得し、部衆10万あまりに膨れあがり、都布可汗と自称した。精鋭の騎兵5万を選んで、薛延陀に対する復讐戦を挑んだが、100日あまりで兵のあいだに厭戦気分が広まり、逃散する者が出始めた。そこに薛延陀の襲撃を受けて大敗し、兵1万ほどになって高昌に逃亡した。西突厥も治まらなくなり、このため635年に部衆を率いて唐に内属した。 
636年に長安に入朝し、左驍衛大将軍に任ぜられた。その部衆は霊州の北に置かれ、社爾の身柄は長安に置かれた。衡陽長公主を妻とし、駙馬都尉となり、禁苑内の兵をつかさどった。640年、交河道行軍総管となり、高昌を攻め取った。諸将がみな賞与を取ったのに、社爾はまだ詔を受けていないとして、取ろうとせず、別勅を受けてはじめて取った。太宗は社爾の清廉を褒めて、高昌の宝刀や綾絹を賜り、北門左屯営を検校させ、畢国公に封じた。645年、高句麗遠征（唐の高句麗出兵）に参加して、流れ矢を受けたが、矢を抜いて再び戦い、奮闘して功績を挙げた。凱旋したのち、鴻臚卿を兼任した。 
647年、崑丘道行軍大総管となり、亀茲を征討した。648年、西突厥の領内に入り、処蜜・処月を攻撃し、撃破した。焉耆方面から亀茲の領内に入り、不意をつかれた亀茲の人々は驚愕した。進軍して磧石に駐屯し、伊州刺史の韓威を先鋒とし、右驍衛将軍の曹継叔を後詰めとした。多褐城にいたり、亀茲王の白訶黎布失畢が衆5万を率いて迎撃してきた。韓威と曹継叔は亀茲王の軍と死闘を繰り広げ、亀茲王を破った。社爾は亀茲の都城を抜き、亀茲王は軽騎で遁走した。社爾は郭孝恪に城を守らせ、自ら精鋭の騎兵を率いて追撃し、大撥換城で亀茲王と大臣那利らを捕らえ、あわせて亀茲の五大城を下した。左衛郎将の権祗甫を派遣して諸首長に利害を説かせ、七十城あまりを降した。石に功績を刻んで凱旋した。郭孝恪は戦利品の金玉で身を飾り、社爾にも贈ったが、社爾は受けとらなかった。太宗はこれを聞いて、「二将の優劣は人に問うこともあるまい」と言った。太宗が世を去ると、殉死させてくれるよう請願したが、高宗は許さなかった。右衛大将軍に転じた。655年に死去し、輔国大将軍・并州都督の位を追贈され、昭陵に陪葬された。葱山を象った墳丘が築かれた。元と諡された。 
子に阿史那道真があり、左屯衛大将軍に上った。

## 伝記資料
- 『旧唐書』巻一百九・列伝第五十九・阿史那社爾伝
- 『新唐書』巻一百一十・列伝第三十五・阿史那社爾伝